# Morlockia ondinae
Morlockia ondinae es una especie de crustáceo remipedio perteneciente a la familia Morlockiidae, a quien da nombre. Esta especie fue identificada por primera vez por García-Valdecasas en 1984 en el Túnel de la Atlántida de la isla de Lanzarote, quien para su clasificación tuvo que crear una nueva familia (Morlockiidae).

## Morfología

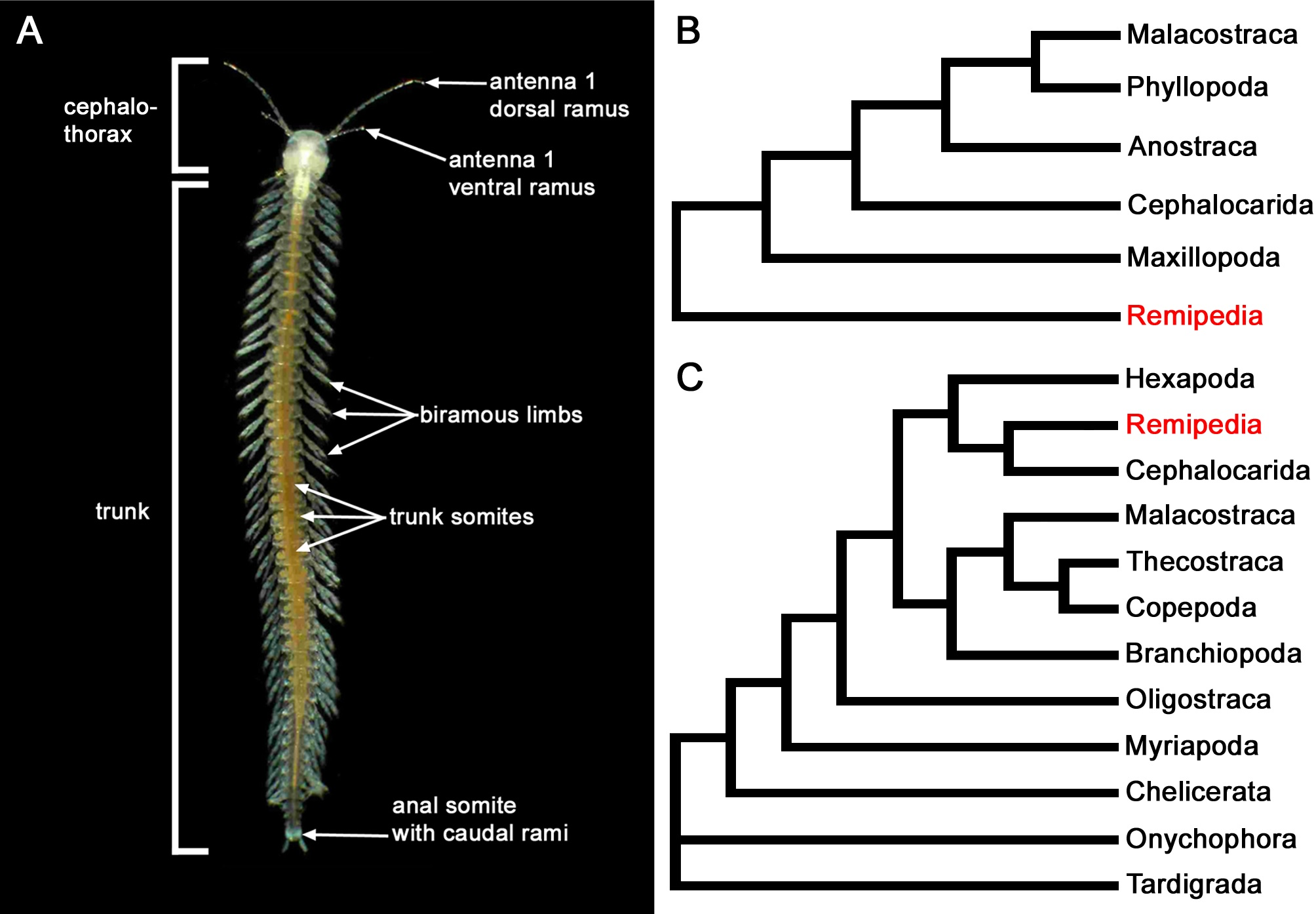
Morfología generalista y filogenia de los remepedios.

Como todos los remipedios, posee un aspecto de crustáceo aunque con características comunes con los insectos. Su morfología obligó a crear una nueva clase, Remipedia (J. Yager, 1981), para incluir estas especies a caballo entre ambos grupos (30 descritas hasta 2015). La especie M. ondinae fue descrita por primera vez en 1984, tiene actividad acuática marina y se localiza en cuevas inundadas de la isla de Lanzarote (Túnel de la Atlántida en los Jameos del Agua). Estructuralmente cuenta con un escudo cefálico con dos pares de apéndices (un par de anténas anteriores y otro de anténulas posteriores más largas); un tronco con 20 segmentos, cada uno con un par de apéndices birrámeos usados para la locomoción y respiración; y finalmente un apéndice anal con un par de ramas caudales. Los apéndices son planos y presentan éxitos (apéndices birrámeos presentados al exterior).

## Taxonomía
La sistemática de los remipedios aún es objeto de debate y esta especie ha cambiado varias veces de taxón. Descrito y clasificado inicialmente en la familia Morlockiidae por Antonio García-Valdecasas en 1984, Schram et al. (1986) volvieron a describir la especie, y Koenemann et al. la resituaron en 2009 (esta vez en el género Speleonectes) cuando describieron una segunda especie con alguna diferencia morfológica y etológica en el mismo sitio (Speleonectes atlantica). Tras un análisis molecular efectuado por Hoenemann et al. en 2013, se restaura la familia Morlockiidae y mismo género descrito por García-Valdecasas en 1984 (a la vez que M. atlantica Hoenemann  2013, ex S. atlantica Koenemann (2009)).